# Pastor Bonus
Pastor Bonus − апостольська конституція, проголошена Йоаном Павлом ІІ, яка реформує Римську курію та окремі дикастерії. Документ датований 28 червня 1988 року.
Pastor Bonus визначає повноваження Державного секретаріату, Конгрегацій, трибуналів, Папських Рад та інших адміністративних служб і комісій Римської Курії.
"Pastor Bonus" також встановлює норми для візитів єпископів до Риму ad limina apostolorum і відносин між Святим Престолом і партикулярними Церквами та єпископськими конференціями.

## Реформа Римської Курії
На підставі Конституції Pastor Bonus Йоан Павло ІІ включив Раду в офіційних справах  Церкви, засновану Папою Павлом VI, до структур Державного секретаріату, створивши т.зв. Другу Секцію (або Секцію відносин із державами).
Конституція допускає можливість членства в дикастеріях для пресвітерів, дияконів, ченців і мирян, що протягом століть було зарезервовано для кардиналів.